# Raymond Koechlin

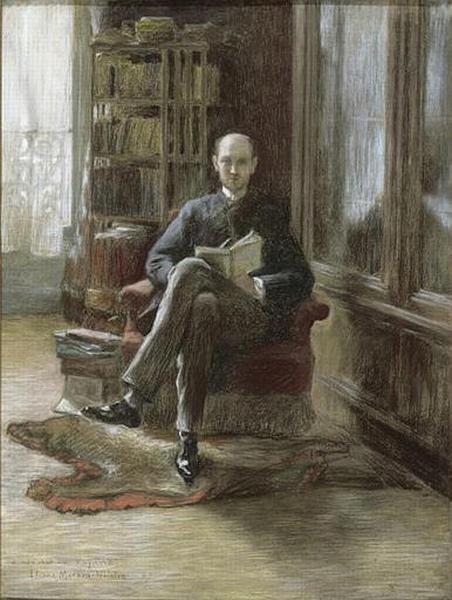
Raymond Koechlin, 1887 porträtiert von Étienne Moreau-Nélaton

Raymond Koechlin (* 6. Juli 1860 in Mülhausen; † 9. November 1931 in Paris) war ein französischer Journalist, Kunsthistoriker und Kunstsammler.

## Leben
Raymond Koechlin entstammt der weitverzweigten elsässischen Familie Koechlin. Er war unter anderem ein Cousin vierten Grades von Carl Koechlin-Vischer; sein Cousin zweiten Grades Rodolph war der Großvater des Designers Lionel Koechlin. Als Sohn des Industriellen und Politikers Alfred Koechlin-Schwartz (1829–1895) und seiner Frau Emma Koechlin-Schwartz (1838–1911) musste Raymond Koechlin 1872 mit den Eltern seine Heimatstadt verlassen. Der Vater wurde nach dem verlorenen Deutsch-Französischen Krieg aus dem Elsaß ausgewiesen, da er für Frankreich optierte, und ging mit seiner Familie über Belfort nach Paris. Dort absolvierte Raymond Koechlin das Lycée Condorcet und das Collège Sainte-Barbe. Von 1880 bis 1884 studierte er Geschichte der Diplomatie an der École libre des sciences politiques in Paris und ging anschließend zur Zeitschrift Journal des débats. Dort war er von 1887 bis 1902 als leitender Journalist für die Rubrik Außenpolitik zuständig.
Am 22. Dezember 1888 heiratete Raymond Koechlin in Paris Hélène Bouwens van der Boijen, die Tochter des niederländischen Architekten William Bouwens van der Boijen. Am 5. Februar 1895 starb Koechlins Vater in Antibes. Dank des ererbten Vermögens konnte der Sohn sich ganz der Wissenschaft und dem Sammeln widmen. Am 15. Juni 1895 starb seine Frau Hélène.
1891 bis 1899 lehrte Raymond Koechlin Geschichte der Diplomatie an der École libre des sciences politiques. Im Spätsommer 1898 war er Gründungsmitglied der Société des amis du Louvre, des Fördervereins des Musée du Louvre. Im darauffolgenden Jahr wurde er Sekretär der Vereinigung, im Jahr 1911 Präsident der Vereinigung.
Nach dem Diebstahl der Mona Lisa im Sommer 1911 aus dem Louvre beteiligte sich Raymond Koechlin intensiv an der Aufklärung. Während des Krieges engagierte sich Koechlin weniger für die Société des amis du Louvre, sondern mehr in einem Hilfswerk für die Betreuung französischer Soldaten. Nach dem Krieg wurde Koechlin wieder für seine Société des amis du Louvre aktiv – der Louvre konnte dank deren Unterstützung Courbets Werk Das Atelier des Künstlers erwerben.
Von 1922 bis zu seinem Tode war Raymond Koechlin Präsident des Verwaltungsrats der Réunion des musées nationaux. Ebenfalls 1922 konnte die Société des amis du Louvre – wieder auf Initiative von Koechlin – Manets Porträt Stéphane Mallarmé für den Louvre erwerben.
Koechlin veröffentlichte 1924 mit Les ivoires gothiques français eine dreibändige grundlegende Studie zu französischen gotischen Elfenbeinarbeiten. Dieses Corpus, in dem er 1.328 Elfenbeinarbeiten des 13. bis 15. Jahrhunderts erfasste, bildet bis heute eine Grundlage in der Forschung zu gotischer Elfenbeinschnitzerei. Koechlin soll 25 Jahre an diesem Opus magnum gearbeitet haben.
Raymond Koechlin sammelte auf zahlreichen Gebieten. Mit seinem Testament vom 23. Oktober 1931 vermachte er seine Kunstschätze den französischen Nationalmuseen, darunter:
- Islamische und japanische Kunst – heute im Museum Guimet,
- Fayencen der Manufacture de Pont-aux-Choux – heute im Musée des Arts décoratifs,
- Zeichnungen von Edgar Degas, Eugène Delacroix, Constantin Guys und Auguste Raffet – heute im Louvre – sowie
- Gemälde:
  - frühe italienische Malerei: Maria mit Kind von Neroccio di Bartholomeo – heute im Louvre,
  - Impressionisten: Vincent van Gogh: Les roulottes, Pierre-Auguste Renoir: Porträt des Malers Claude Monet und Claude Monet: Portrait de Madame Monet – heute im Musée d’Orsay.

## Ehrungen
- Officier de la Légion d’Honneur

## Schriften (Auswahl)
- mit Jean-Joseph Marquet de Vasselot: La sculpture à Troyes et dans la Champagne méridionale au seizième siècle; étude sur la transition de l'art gothique à l'italianisme. Armand Colin et Cie, Paris 1900 (archive.org).
- mit Ernst Grosse und Raphaël Collin: Illustrated catalogue of the important collection of paintings, water colors, pastels, drawings and prints collected by the Japanese connoisseur the late Tadamasa Hayashi of Tokyo, Japan. American Art Association, New York 1913 (archive.org).
- Les ivoires gothiques français, Auguste Picard, Paris 1924, 3 Bde. (Digitalisat).
- Souvenirs d'un vieil amateur d'art de l'Extrême-Orient. E. Bertrand, Chalon-sur-Saône 1930 (Digitalisat; Memoiren).